# Petr Havel
Petr Havel (* 19. dubna 1956 Benešov) je český novinář a analytik zabývající se dlouhodobě zemědělstvím, potravinářstvím a životním prostředím. Do médií přispívá od roku 1994, kdy se stal šéfredaktorem radia Echo. Byl šéfredaktorem týdeníku Agrární noviny.
Petr Havel je členem a bývalým předsedou Klubu zemědělských novinářů a publicistů ČR a Mezinárodní federace zemědělských novinářů IFAJ. Přispívá do řady médií.
Havel je držitelem Ceny Antonína Švehly za obhajobu demokracie a selského stavu.
Je majitelem a šéfredaktorem portálu naše-voda.cz.